# Neil Edwards (cầu thủ bóng đá, sinh năm 1967)
Neil Robert Edwards (sinh ngày 2 tháng 7 năm 1967) là một cựu cầu thủ bóng đá người Anh thi đấu ở vị trí tiền đạo. Ông thi đấu 1 trận ở Football League cho Burnley.